# Dąbrówka Wielkopolska (gmina)

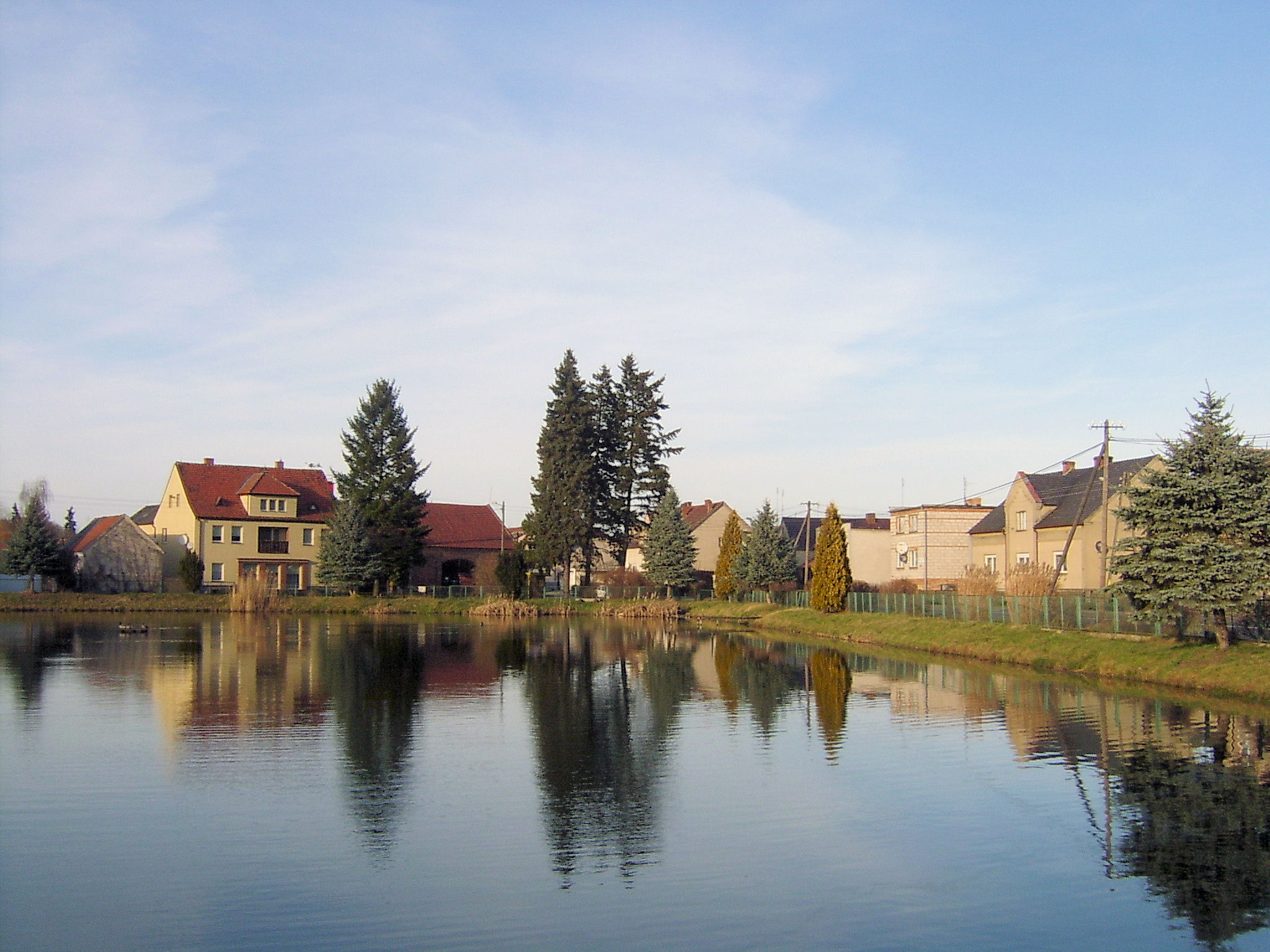
Dąbrówka Wielkopolska

Dąbrówka Wielkopolska – dawna gmina wiejska istniejąca w latach 1945–1954 w województwie poznańskim i województwie zielonogórskim (dzisiejsze województwo lubuskie). Siedzibą władz gminy była Dąbrówka Wielkopolska.
Gmina Dąbrówka Wielkopolska powstała po II wojnie światowej (1945) na terenie tzw. Ziem Odzyskanych (tzw. III okręg administracyjny – Pomorze Zachodnie). 25 września 1945 gmina – jako jednostka administracyjna powiatu międzyrzeckiego – została powierzona administracji wojewody poznańskiego, po czym z dniem 28 czerwca 1946 została przyłączona do woj. poznańskiego. 6 lipca 1950 gmina wraz z całym powiatem międzyrzeckim weszła w skład nowo utworzonego woj. zielonogórskiego.
Według stanu z 1 lipca 1952 gmina składała się z 8 gromad: Brudzewo, Chlastawa, Dąbrówka Wielkopolska, Kosieczyn, Koźminek, Kręcko, Nowa Wieś i Rogoziniec. Gmina została zniesiona 29 września 1954 wraz z reformą wprowadzającą gromady w miejsce gmin. Jednostki nie przywrócono 1 stycznia 1973 wraz z kolejną reformą reaktywującą gminy.